# Rikiya Motegi
Rikiya Motegi (japanisch 茂木 力也 Motegi Rikiya; * 27. September 1996 in Fukaya) ist ein japanischer Fußballspieler.

## Karriere
Motegi erlernte das Fußballspielen in der Jugendmannschaft von Urawa Reds. Seinen ersten Vertrag unterschrieb er 2015 bei Urawa Reds. Der Verein spielte in der höchsten Liga des Landes, der J1 League. 2016 wurde er an den Zweitligisten Ehime FC ausgeliehen. Für den Verein absolvierte er 33 Ligaspiele. 2017 wurde er an den Zweitligisten Montedio Yamagata ausgeliehen. Für den Verein absolvierte er 42 Ligaspiele. Im Juli 2018 kehrte er zu den Urawa Reds zurück. Im Juli 2019 wurde er an den Zweitligisten Ehime FC ausgeliehen. Hier absolvierte er 16 Zweitligaspiele. Nach der Ausleihe wurde er von Ehime am 1. Februar 2020 fest unter Vertrag genommen. 2021 belegte er mit Ehime den 20. Tabellenplatz und stieg in die dritte Liga ab. Nach dem Abstieg verließ er den Verein und schloss sich Anfang Januar 2022 dem Zweitligisten Ōmiya Ardija an. Am Ende der Saison 2023 musste er mit dem Verein als Tabellenvorletzter in die dritte Liga absteigen. Am Ende der Saison 2024 feierte er mit dem Verein die Drittligameisterschaft und den Aufstieg in die zweite Liga.

## Erfolge
Ōmiya Ardija
- Japanischer Drittligameister: 2024

Urawa Reds
- Japanischer Pokalsieger: 2018